# Betsele
Betsele is een plaats in de gemeente Lycksele in het landschap Lapland en de provincie Västerbottens län in Zweden. De plaats heeft 62 inwoners (2005) en een oppervlakte van 18 hectare. De plaats ligt aan de zuidoever van de rivier de Umeälven en langs de plaats lopen de Europese weg 12 en de spoorweg tussen Storuman en Hällnäs. Voor de rest wordt de plaats vooral omringd door naaldbos.